# Cuenca de Eucla
La Cuenca de Eucla (en inglés: Eucla Basin) es una depresión artesiana ubicada en los estados australianos de Australia Occidental y Australia Meridional. La depresión cubre aproximadamente 1.141.000 kilómetros cuadrados y se inclina hacia el sur a una bahía abierta conocida como la Gran Bahía Australiana.
Se extiende más de 500 km por la costa y cerca de 350 km hacia el interior desde la costa. La cuenca es Cenozoica que consiste principalmente de sedimentos carbonatados y rocas sedimentarias. La cuenca contiene un acuífero de arenisca en su base (confinado), y un acuífero no confinado de piedra caliza.